# Candelaria, Misiones
Candelaria är en ort i Argentina.   Den ligger i provinsen Misiones, i den nordöstra delen av landet, 800 km norr om huvudstaden Buenos Aires. Candelaria ligger 119 meter över havet och antalet invånare är 11 039.
Terrängen runt Candelaria är platt. Runt Candelaria är det ganska glesbefolkat, med 29 invånare per kvadratkilometer.. Närmaste större samhälle är Posadas, 18,0 km nordväst om Candelaria.
Omgivningarna runt Candelaria är huvudsakligen savann.